# Китченковка
Китченковка (укр. Китченківка) — село,
Китченковский сельский совет,
Краснокутский район,
Харьковская область, Украина.
Код КОАТУУ — 6323582201. Население по переписи 2001 года составляет 438 (202/236 м/ж) человек.
Является административным центром Китченковского сельского совета, в который, кроме того, входят сёла
Благодатное,
Ковальчуковка,
Коломакский Шлях,
Настеньковка,
Сергеевка,
и посёлок
Бузовая.

## Географическое положение
Село Китченковка находится на расстоянии в 4 км от реки Грузская (правый берег).
К селу примыкает село Коломакский Шлях.
Через село проходит автомобильная дорога Т-2106.

## История
- 1882 — дата основания.

## Экономика
- Птице-товарная ферма.
- Сельскохозяйственное ООО «Нива».

## Объекты социальной сферы
- Школа.
- Сельский дом культуры.
- Сельский библиотечный филиал.
- Фельдшерско-акушерский пункт.

## Достопримечательности
- Братская могила советских воинов. Похоронено 110 воинов.